# Lalla Fatima Zohra
Lalla Fatima Zohra (29. června 1929, Rabat – 10. srpna 2014, M'diq) byla marocká princezna, dcera krále Muhammada V.

## Život
Narodila se 29. června 1929 v Rabatu jako dcera tehdejšího sultána pozdějšího krále Muhammada V. a jeho manželky Lally Hanily bint Mamoun.
Dne 16. srpna 1961 se v trojité svatbě (svatbu měly i její sestry Lalla Aicha a Lalla Malika) vdala za prince Mulaje Ali Alaoui. Spolu měli tři děti:
- Šaríf Mulaj Abdallah ben Ali Alaoui (nar. 1965)
- Šaríf Mulaj Youssef Alaoui (nar. 1969)
- Šarífa Lalla Joumala Alaoui (nar. 1962)

Zemřela 10. srpna 2014 v M'diqu.

## Vyznamenání
- velkostuha Řádu trůnu, Maroko